# Begoña Lasagabaster
Begoña Lasagabaster Olazabal (Irun, Guipúscoa, Euskadi, 22 de setembre de 1962) és una advocada i política basca d'ideologia nacionalista basca. Ha estat diputada al Congrés dels Diputats a les eleccions generals espanyoles de 1996, 2000 i 2004. Ha estat la representant del seu partit polític, Eusko Alkartasuna, en el Congrés fins a l'1 d'abril de 2008.
Llicenciada en Dret per la Universitat de Salamanca i diplomada en Alts Estudis Europeus, especialitat jurídica, pel Col·legi d'Europa (Bruges, Bèlgica), és advocada especialitzada en Dret Comunitari, Dret Civil i Dret Internacional Privat. Va ser secretària de Carlos Garaikoetxea quan aquest va ser membre del Parlament Europeu, entre 1987 i 1991. Militant d'Eusko Alkartasuna, és la responsable de relacions internacionals de la seva Executiva Nacional i va ser escollida diputada al Congrés dels Diputats per Guipúscoa en 1996, 2000 i 2004. És Vicepresidenta del Consell Basc de Moviment Europeu.